# Yasnogorsk
Yasnogorsk (del ruso: Ясного́рск) es una ciudad del óblast de Tula, en Rusia, centro administrativo del rayón de Yasnogorsk. Está situada sobre el río Vashana, afluente del Oká, a 31 km (49 km por carretera) al norte de Tula. Su población alcanzaba los 17.308 habitantes en 2009.

## Historia

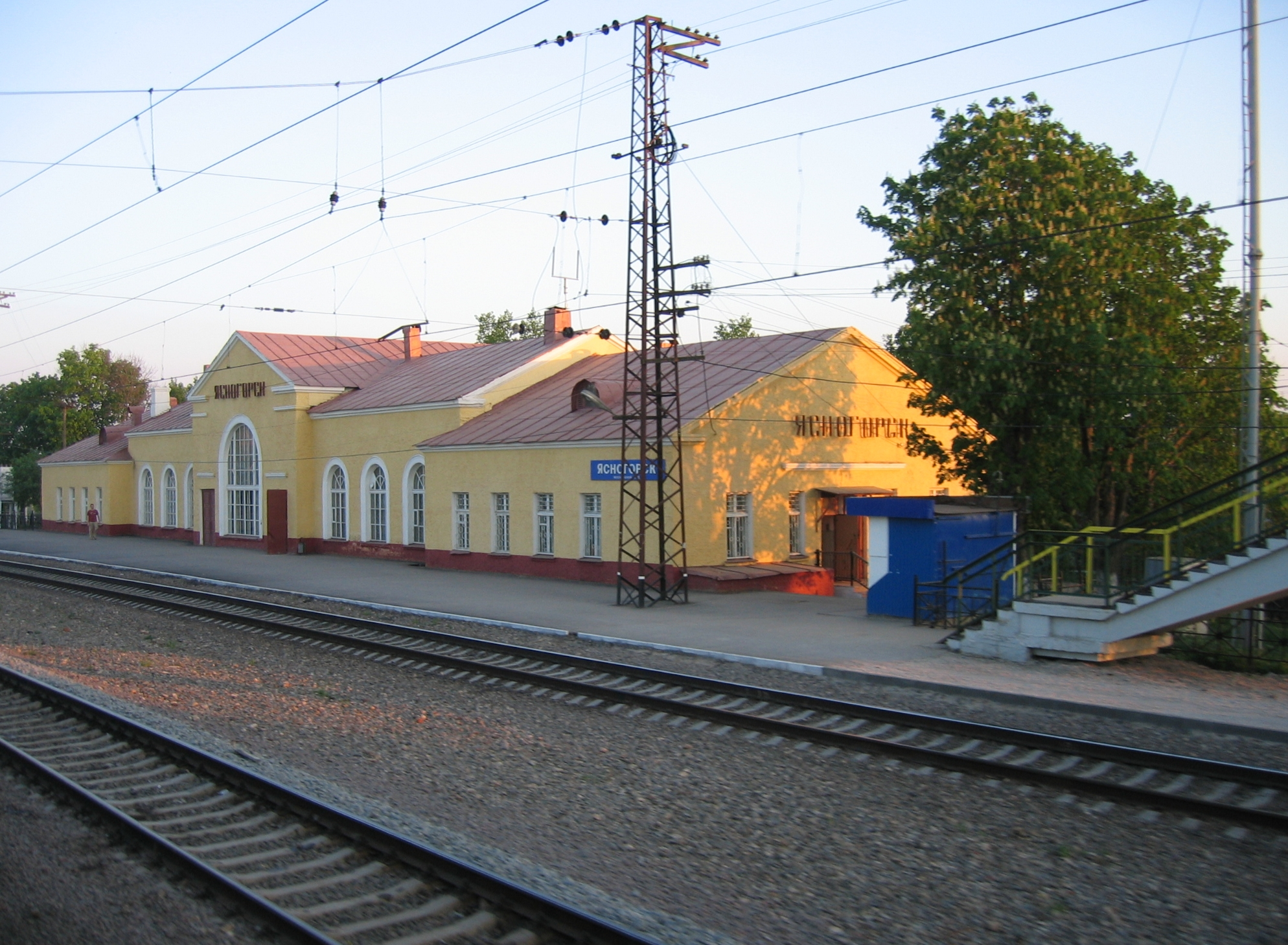
Estación deferrocarril de Yasnogorsk.

El pueblo llamado Láptevo (Ла́птево) es conocido desde los siglos XV y XVI. Cobra importancia tras la construcción de la línea de ferrocarril entre Moscú, Tula y Kursk en 1867. Láptevo recibió el estatus de ciudad en 1958, y el nombre de Yasnogorsk en 1965.

## Demografía
| 1939  | 1959   | 1970   | 1979   | 1989   | 2002   | 2007   |
| ----- | ------ | ------ | ------ | ------ | ------ | ------ |
| 4 700 | 12 500 | 18 500 | 20 900 | 21 292 | 18 588 | 17 600 |

## Economía y transporte
Las principales empresas de Yasnogorsk son:
- OAO Reviakinski Metaloprokatni Zavod (ОАО "Ревякинский металлопрокатный завод") : reparación de equipos metalúrgicos.
- OAO Yasnogorski Mashinostroitelni Zavod (ОАО "Ясногорский машиностроительный завод") : bombas centrífugas y equipamiento minero.